# Múlafossur
Múlafossur je vodopád na ostrově Vágar na Faerských ostrovech. Dosahuje výšky 30 metrů a voda padá přímo do Atlantského oceánu. Je napájen malým potokem Dalsá, který protéká údolím Gásaladur. To se nachází mezi dvěma nejvyššími horami ostrova: Árnafjall (722 m) a Eysturtindur (715 m). Nachází se 11 km severozápadně od letiště Vágar.  
Vodopád patří k turisticky vyhledávaným lokalitám Faerských ostrovů. 